# Lahcen Ouadani
Lahcen Ouadani (14 de julho de 1959) é um ex-futebolista profissional marroquino, que atuava como defensor.

## Carreira
Lahcen Ouadani fez parte do elenco da segunda partição da Seleção Marroquina de Futebol na Copa do Mundo de 1986. 